# Shit happens
|  | Denne artikel er oprettet af botten PalnaBot ud fra en ekstern database. Den kan derfor have sproglige fejl eller mangler. Denne skabelon kan fjernes efter kontrol af indholdet. |

Shit happens er en kortfilm instrueret af Jesper Holm Pedersen efter manuskript af Jesper Holm Pedersen.